# Segunda División Peruana 1960
La Segunda División Peruana 1960, la 18ª edición del torneo, fue jugada por diez equipos. Se jugó desde el 9 de julio de 1960 y culminó el 12 de noviembre del mismo año a falta de una fecha se proclamó el campeón del mismo. El goleador del torneo fue Manuel Ziani de KDT Nacional con 9 tantos.
Unión América ingresó al torneo motivo a ser el equipo descendido del año pasado, desde la Primera División de 1959.
El ganador del torneo, Defensor Lima, logró el ascenso a la Primera División de 1961 mientras que Alianza Chorrillos perdió la categoría al haber ocupado el último lugar.

## Ascensos y descensos
| Posición | Ascendido a Primera División 1960 |
| -------- | --------------------------------- |
| 1º       | Mariscal Sucre                    |

| Posición | Descendido de Primera División 1959 |
| -------- | ----------------------------------- |
| 10º      | Unión América                       |

| Posición | Ascendido de Liguilla de Ascenso 1959 |
| -------- | ------------------------------------- |
| 1º       | Alianza Chorrillos                    |

| Posición | Descendido a Liga de Balnearios 1960 |
| -------- | ------------------------------------ |
| 10º      | San Antonio                          |

## Equipos participantes
| Club                 | Ciudad     | Entrenador        |
| -------------------- | ---------- | ----------------- |
| Alianza Chorrillos   | Chorrillos | Ulises Pacheco    |
| Carlos Concha        | Callao     | Pedro Valdivieso  |
| Defensor Arica       | Lima       |                   |
| Defensor Lima        | Lima       | Adelfo Magallanes |
| Juventud Gloria      | Lima       | Carlos Aparicio   |
| KDT Nacional         | Callao     | Juan Bulnes       |
| Porvenir Miraflores  | Miraflores | Luis López        |
| Santiago Barranco    | Barranco   |                   |
| Unidad Vecinal N.º 3 | Lima       | Pablo Pasache     |
| Unión América        | Lima       | José Chiarella    |

## Tabla de posiciones
| #  | Club                 | PJ | PG | PE | PP | PTS |
| -- | -------------------- | -- | -- | -- | -- | --- |
| 1  | Defensor Lima        | 18 | 11 | 5  | 2  | 27  |
| 2  | Carlos Concha        | 18 | 9  | 4  | 5  | 22  |
| 3  | KDT Nacional         | 18 | 9  | 4  | 5  | 22  |
| 4  | Santiago Barranco    | 18 | 7  | 7  | 4  | 21  |
| 5  | Unión América        | 18 | 7  | 5  | 6  | 19  |
| 6  | Unidad Vecinal N.º 3 | 18 | 7  | 4  | 7  | 18  |
| 7  | Porvenir Miraflores  | 18 | 5  | 7  | 6  | 17  |
| 8  | Juventud Gloria      | 18 | 5  | 5  | 8  | 15  |
| 9  | Defensor Arica       | 18 | 4  | 3  | 11 | 12  |
| 10 | Alianza Chorrillos   | 18 | 2  | 4  | 12 | 8   |

|  | Campeón y ascendido a la Primera División de 1961 |
|  | Descendido a la Liga de Balnearios 1961           |
|                         |
| Campeón                 |
| Defensor Lima 1º título |